# Maratona aquática no Campeonato Mundial de Esportes Aquáticos de 2013 - 5 km masculino
A prova de 5 quilômetros masculino da maratona aquática no Campeonato Mundial de Esportes Aquáticos de 2013 foi realizada no dia 20 de julho em Moll de la Fusta em Barcelona. 

## Medalhistas
| Ouro                   | Prata             | Bronze            |
| Oussama Mellouli (TUN) | Eric Hedlin (CAN) | Thomas Lurz (GER) |

## Resultados
Estes foram os resultados da prova. 
| Pos.              | Nadador                     | Nacionalidade  | Tempo     |
| ----------------- | --------------------------- | -------------- | --------- |
| Medalha de ouro   | Oussama Mellouli            | Tunísia        | 53:30.4   |
| Medalha de prata  | Eric Hedlin                 | Canadá         | 53:31.6   |
| Medalha de bronze | Thomas Lurz                 | Alemanha       | 53:32.2   |
| 4                 | Chad Ho                     | África do Sul  | 53.33.7   |
| 5                 | Jarrod Poort                | Austrália      | 53:34.3   |
| 6                 | Samuel de Bona              | Brasil         | 53:34.9   |
| 7                 | Ivan Enderica Ochoa         | Equador        | 53:36.7   |
| 8                 | Sergey Bolshakov            | Rússia         | 53:36.8   |
| 9                 | Damien Cattin-Vidal         | França         | 53:38.4   |
| 10                | Ihor Chervynskyi            | Ucrânia        | 53:38.4   |
| 11                | Rob Muffels                 | Alemanha       | 53:38.5   |
| 12                | Evgeny Drattsev             | Rússia         | 53:38.6   |
| 13                | Andrew Gemmell              | Estados Unidos | 53:38.7   |
| 14                | Vasco Gaspar                | Portugal       | 53:40.5   |
| 15                | Miguel Rozas                | Espanha        | 53:40.6   |
| 16                | Federico Vanelli            | Itália         | 53:42.3   |
| 17                | Yuval Safra                 | Israel         | 53:43.8   |
| 18                | Kane Radford                | Nova Zelândia  | 53:44.3   |
| 19                | Rhys Mainstone-Hodson       | Austrália      | 53:44.4   |
| 20                | Ventsislav Aydarski         | Bulgária       | 53:45.6   |
| 21                | Jan Pošmourný               | Chéquia        | 53:45.7   |
| 22                | Sean Ryan                   | Estados Unidos | 53:45.9   |
| 23                | Philippe Guertin            | Canadá         | 53:46.4   |
| 24                | Luca Ferretti               | Itália         | 53:47.1   |
| 25                | Yuto Kobayashi              | Japão          | 53:48.0   |
| 26                | Thomas Snelson              | Espanha        | 53:49.3   |
| 27                | Daniel Marais               | África do Sul  | 53:51.0   |
| 28                | Márk Papp                   | Hungria        | 53:55.3   |
| 29                | Enzo Vial-Collet            | França         | 53:59.6   |
| 30                | Luiz Arapiraca              | Brasil         | 53:59.7   |
| 31                | Xu Wenchao                  | China          | 54:01.0   |
| 32                | Jan Kutnik                  | Chéquia        | 54:01.2   |
| 33                | Ihor Snitko                 | Ucrânia        | 54:01.2   |
| 34                | Johndry Segovia             | Venezuela      | 54:02.3   |
| 35                | Lang Yuanpeng               | China          | 54:02.4   |
| 36                | Adel Ragab                  | Egito          | 54:20.4   |
| 37                | Vitaliy Khudyakov           | Cazaquistão    | 54:24.8   |
| 38                | Phillip Ryan                | Nova Zelândia  | 56:17.5   |
| 39                | Ahmed Gebrel                | Palestina      | 57:04.0   |
| 40                | Youssef Hossameldeen        | Egito          | 57:08.5   |
| 41                | Seifeddine Sghaier          | Tunísia        | 57:10.1   |
| 42                | Francisco Montero           | Costa Rica     | 57:19.4   |
| 43                | Vladimir Tolikin            | Cazaquistão    | 57:40.9   |
| 44                | Rodolfo Sánchez             | Costa Rica     | 59:48.1   |
| 45                | Vicente Vidal               | Chile          | 1:00:02.1 |
| 46                | Ching Leung Sunny Poon      | Hong Kong      | 1:00:05.9 |
| 47                | Manuel Meneses              | Guatemala      | 1:00:08.5 |
| 48                | Walter Caballero            | Bolívia        | 1:00:11.9 |
| 49                | Li Chun Hong                | Hong Kong      | 1:00:15.9 |
| 50                | Abdul Hady                  | Indonésia      | 1:00:40.7 |
| 51                | Hayden Vickers              | Ilhas Cook     | 1:10:56.3 |
| 52                | Amgad Mesad Elsaroor        | Sudão          | 1:23:17.5 |
| 53                | Ahmed Adam Abdelrahman Adam | Sudão          | OTL       |
| 54                | Fernando Sevilla            | México         | DSQ       |

Legenda
| Recorde mundial       | Recorde mundial (World record)               |                       | Recorde africano                      | Recorde africano (African) |                                           | Q | Classificado por posição (Qualified) |
| Recorde do campeonato | Recorde do campeonato (Championship record)  | Recorde da América    | Recorde da América (Americas)         | q                          | Classificado por melhor tempo (Qualified) |   |                                      |
| Melhor marca do ano   | Melhor marca do ano (World leading)          | Recorde asiático      | Recorde asiático (Asian)              | DNS                        | Não largou (Did not start)                |   |                                      |
| Recorde nacional      | Recorde nacional (National record)           | Recorde europeu       | Recorde europeu (European)            | DNF                        | Não terminou (Did not finish)             |   |                                      |
| Recorde pessoal       | Recorde pessoal do atleta (Personal best)    | Recorde da Oceania    | Recorde da Oceania (Oceania)          | DSQ / DQ                   | Desclassificado (Disqualified)            |   |                                      |
| Recorde da temporada  | Recorde da temporada do atleta (Season best) | Recorde sul-americano | Recorde sul-americano (South America) | NM                         | Sem marca (No mark)                       |   |                                      |